# HD 66210
HD 66210，又名CD-48 3384，SAO 219283、HR 3148，是一颗恒星，视星等为6.02，位于銀經263.41，銀緯-9.86，其B1900.0坐标为赤經7h 57m 20.5s，赤緯-48° -9.86′ 24″。